# Wanda Żeleńska
Wanda Paulina Żeleńska, rozená Grabowska (1. září 1841 Varšava – 27. března 1904 Krakov), byla polská spisovatelka a překladatelka. Matka Tadeusze Boy-Żeleńského.

## Život
Pocházela z židovské šlechtické rodiny. Byla dcerou Jana Andrzeje Grabowského (1808–1880) a Izabelly rozené Jasińské.
Provdala se za hudebního skladatele Władysława Żeleńského (1837–1921), se kterým měla syny: Stanisława Gabriela (narozen 1873), Tadeusze (narozen 1874) a Edwarda Narcyze (narozen 1878).
Přátelila se – přes věkový rozdíl – s Narcyzou Żmichowskou „Gabryellou“ (1819–1876), o čemž svědčí dochovaná korespondence – 185 dopisů. Čtyři sestry Grabowské bydlely ve Varšavě ve stejném domě v Miodowě ulici, jako bydlela Narcyza Żmichowska (Gabryella), což byl začátek přátelství. Pro brzy osiřelou Wandu byla Gabryella vzorem. Boy-Żeleński věnoval tomuto přátelství významnou část své knihy Lidé žijící. Korespondenci Gabryelly s Wandou vydalo nakladatelství Boy v roce 1930 pod názvem Narcyssa a Wanda.
Byla předsedkyní Asociace učitelek v Krakově. Pohřbena je na hřbitově Rakowicki v Krakově.

## Dílo
- Autobiografia zastanawiającej się nad sobą kobiety (román v rukopise)
- Czy to powieść? (1876, román)
- Znakomite niewiasty (1877)[4]
- Lirnik Polski (1883, sbírka poezie, ilustrovaná rytinami W. Gersona) [5]
- překlad knihy George Gervina o Shakespearovi